# Куракинская
Куракинская — деревня в Коношском районе Архангельской области. Входит в состав муниципального образования «Мирный».

## География
Находится в юго-западной части Архангельской области на расстоянии приблизительно 29 км на запад-северо-запад по прямой от административного центра района поселка Коноша.

## История
В 1873 году здесь было учтено 11дворов, в 1905 — 18. Тогда деревня входила в Каргопольский уезд Олонецкой губернии.

## Население
Численность населения: 73 человека (1873 год), 118 (1905), 2 (русские 100 %) в 2002 году, 2 в 2010.